# Thomas Ponce Gill

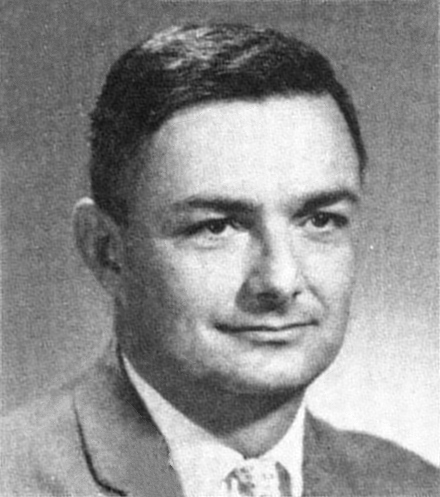
Thomas Gill (1963)

Thomas Ponce Gill (* 21. April 1922 in Honolulu, Hawaii; † 3. Juni 2009 ebenda) war ein US-amerikanischer Politiker.

## Leben
Gill besuchte 1940 und 1941 die University of Hawaii. Von Dezember 1941 bis Oktober 1942 gehörte er der Hawaii Territorial Guard an. Danach diente er in der US Army und kämpfte in Neuguinea sowie auf den Philippinen. Im November 1945 schied Gill aus dem aktiven Dienst aus. Während seiner Zeit in der Army wurden ihm der Bronze Star und das Purple Heart verliehen. Er setzte nun sein Studium fort und besuchte die University of California. Dort schloss er 1948 sein Studium ab und studierte bis 1951 an der Law School der Universität weiter. Noch im selben Jahr wurde Gill in die Anwaltschaft aufgenommen und praktizierte in Honolulu.
Zwischen 1954 und 1958 war er Vorsitzender des Ortsverbandes der Demokratischen Partei im Oahu County (Oahu County Democratic Committee). 1960 war er Delegierter zur Democratic National Convention. Gill gehörte dem territorialen Parlament an und war von 1959 bis 1962 auch im Repräsentantenhaus des neuen Bundesstaates vertreten. Er wurde als Demokrat in den Kongress gewählt und vertrat dort vom 3. Januar 1963 bis zum 3. Januar 1965 seinen Heimatstaat im US-Repräsentantenhaus. 1964 kandidierte er nicht erneut für einen Sitz im Repräsentantenhaus, sondern versuchte in den US-Senat gewählt zu werden. Hierbei musste er sich jedoch dem republikanischen Amtsinhaber Hiram Fong geschlagen geben.
Von 1965 bis 1966 war Gill Direktor des Hawaii Office of Economic Opportunity und von 1966 bis 1970 bekleidete er das Amt des Vizegouverneurs von Hawaii. Danach zog er sich aus der Politik zurück und begann wieder in seinem früheren Beruf zu praktizieren. Er lebte zuletzt in Honolulu.